# Proacidalia myonia
Proacidalia myonia är en fjärilsart som beskrevs av Hans Fruhstorfer 1907. Proacidalia myonia ingår i släktet Proacidalia och familjen praktfjärilar. Inga underarter finns listade i Catalogue of Life.